# Tefrocronologia
La tefrocronologia és una tècnica geocronològica que utilitza diferents capes de cendra de la tefra volcànica d'una única erupció per crear un marc cronològic en què es puguin col·locar els registres paleoambientals i arqueològics. Tal situació d'establiment proporciona un "horitzó de tefra". La premissa de la tècnica és que cada esdeveniment volcànic produeix cendres amb una única "empremta química" que permet identificar el dipòsit al llarg de la zona afectada. Així, tan bon punt com es data l'esdeveniment volcànic de forma independent, l'horitzó de tefra actua com a marcador de temps.
Els principals avantatges de la tècnica són que les capes de cendra volcànica són relativament fàcils d'identificar en molts sediments i que les capes de tefra es dipositen de forma relativament instantània damunt d'una àmplia àrea. Això vol dir que proporcionen informació precisa de marcadors temporals de capes de sediments que es poden utilitzar per verificar o corroborar altres tècniques de datació, unint seqüències molt distants entre si per llur ubicació en una cronologia unificada que correlaciona seqüències climàtiques i esdeveniments.
La tefrocronologia requereix empremtes geoquímiques exactes (generalment a través d'una microsonda d'electrons). Un recent avanç important ha estat l'ús de LA-ICP-MS (és a dir, l'ablació làser ICP-MS) per mesurar l'abundància d'elements secundaris en fragments de tefra individuals. Un dels problemes en tefrocronologia és que la química de la tefra pot alterar-se amb el temps, almenys pel que fa a la tefra basàltica.
Els primers horitzons de tefra es van identificar amb la tefra Saksunarvatn, d'origen islandès, formant un horitzó al final del període Preboreal del nord d'Europa. Els principals volcans que s'han utilitzat en estudis tephrocronològics inclouen el Vesuvi, el Hekla i el Santorini. Esdeveniments volcàniques de menor intensitat també poden deixar les seves empremtes en el registre geològic: El volcà Hayes és el responsable d'una sèrie de sis capes de tefra important a la regió Cook Inlet d'Alaska. Els horitzons de tefra proporcionen un control síncron en els quals es correlacionen les reconstruccions paleoclimàtiques que s'obtenen dels registres terrestres, com els estudis de pol·len fòssil (palinologia), de varves en els sediments de llacs o de dipòsits marins i els registres dels nuclis de gel, i per ampliar els límits de la datació basada en el carboni 14.
Un pioner en l'ús de capes de tefra com a marcador d'horitzons per establir la cronologia fou Sigurdur Thorarinsson, que va començar estudiant les capes que es troben al seu país natal, Islàndia. Des de finals de 1990, les tècniques desenvolupades per Chris Turney SM i altres per l'extracció dels horitzons de tefra invisibles a simple vista ("criptotefra"), han revolucionat l'aplicació de la tefrocronologia. Aquesta tècnica es basa en la diferència entre la gravetat específica dels fragments de microtefra i el sediment d'acollida de la matriu. Ha permès el primer descobriment de la cendra Vedder a la part continental de la Gran Bretanya, a Suècia, als Països Baixos, al llac suís Soppensee i en dos llocs a l'Istme de Carèlia del Mar Bàltic rus. També ha revelat capes de cendres no detectades prèviament, com la tefra Borrobol descoberta per primera vegada al nord d'Escòcia, i els horitzons de microtefra de geoquímica equivalent al sud de Suècia i nord-oest d'Escòcia.